# London Array
London Array je pučinska vjetroelektrana smještena na ušću rijeke Temze u Sjeverno more, u Ujedinjenom Kraljevstvu. S kapacitetom od 630 megawatta (MW), ona je najveća svjetska pučinska vjetroelektrana. Udaljena je oko 20 km od jugoistočne obale Ujedinjenoga Kraljevstva, točnije, od North Forelanda, između Margeta i Clactona.
Prvi temelji postavljeni su u ožujku 2011. godine, a prva faza, koju je činilo 175 vjetroagregata ukupne snage 630 MW, bila je dovršena 8. travnja 2013. Britanski premijer David Cameron svečano ju je otvorio 4. srpnja 2013. godine. Dobila je ime London Array jer opskrbljuje električnom energijom dijelove Londona.

## Početak projekta
Projekt je začet 2001. godine kada je niz studija o okolišu potvrdio da je područje ušća rijeke Temze pogodno za izgradnju vjetroelektrane s obzirom na brzinu vjetra, dubinu mora, blizinu luke, infrastrukturu, mogućnost priključenja na visoki napon itd. Dvije godine kasnije Britanska Kruna dala je to područje u najam na 50 godina tvrtci London Array Ltd.
Dozvola za planiranje off-shore postrojenja kapaciteta 1GW dobivena je 2006., a dozvola za on-shore projekt 2007. godine. Radovi na prvoj fazi započeli su u srpnju 2009. kada je sagrađena podstanica na obali (on-shore) u Cleve Hillu u pokrajini (grofoviji) Kent. Off- shore gradnja započela je u ožujku 2011. kada su postavljeni prvi temelji. Prvi vjetroagregat postavljen je u siječnju 2012., prvi megavati snage dobiveni su listopadu iste godine, a posljednji vjetroagregat postavljen je u prosincu 2012. London Array danas je u punom pogonu.

## Odlike i gradnja
Vjetroelektrana je udaljena 11 km od rta North Foreland u priobalnom ušću rijeke Temze. Vjetroagregati su postavljeni u moru, ukopani u morsko dno i prostiru se na oko 100km2 morske površine. Dvije off-shore podstanice povezane su s jednom podstanicom na obali s oko 450 km kabela. Opskbljuje električnom energijom gotovo pola milijuna domova svake godine i smanjuje emisiju CO2 za oko 925000 tona godišnje.
Sastavljena je od 175 vjetroagregata pojedinačne snage 3.6 MW što ukupno čini 630 MW snage. Proizvela ih je tvrtka Siemens Wind Power.
Zajedničkim pothvatom tvrtki Per Aarselff i Bilfinger Berger Ingenieurbau postavljeni su temelji za gradnju. Ista tvrtka postavila je i stupove koji drže turbine u moru. Generatore su instalirale tvrtke MPI i A2SEA koristeći TIV MPI Adventure, plovilo namijenjeno posebno za instalaciju turbina i generatora. Dvije off-shore podstanice je projektirala, proizvela i postavila tvrtka Future Energy, dok se za električne sustave i kopnenu podstanicu pobrinula tvrtka Siemens Transmission & Distribution. Podvodne kabele osigurala je tvrtka Nexans, a ostali niz kabela tvrtke JDR Cable Systems i VSMC.

## Vlasništvo i financiranje
Vlasništvo nad vjetroelektranom je podjeljeno između tri vodeće svjetske tvrtke koje se bave obnovljivim izvorima energije. 50% vlasništva pripisuje se tvrtci DONG Energy, 30% The E.ON Group i 20% Masdar. Prema prvotnom planu, postrojenje je trebala graditi tvrtka London Array Limited, koncern sastavljen od tri tvrtke:  Shell WindEnergy, The E.ON Group i DONG Energy. Nakon što je Shell WindEnergy odustala od sudjelovanja u projektu, ostale dvije tvrtke trebale su otkupiti njezin dio, međutim, tada se pojavila tvrtka Masdar iz Abu Dhabi-a te postala 20%-tni sudionik u projektu.
Prva faza je dovršena i njena izgradnja koštala je 2.2 milijarde eura. Sredstva su, osim investitora, osigurali Europska investicijska banka i Danish Export Credit Fund.
Druga faza je trenutno u zastoju zbog brojnih prosvjeda Kraljevskog društva za zaštitu životinja zbog njihovog navodnog lošeg utjecaja na lokalnu populaciju crvenokljunih labuda.